# 松戶站

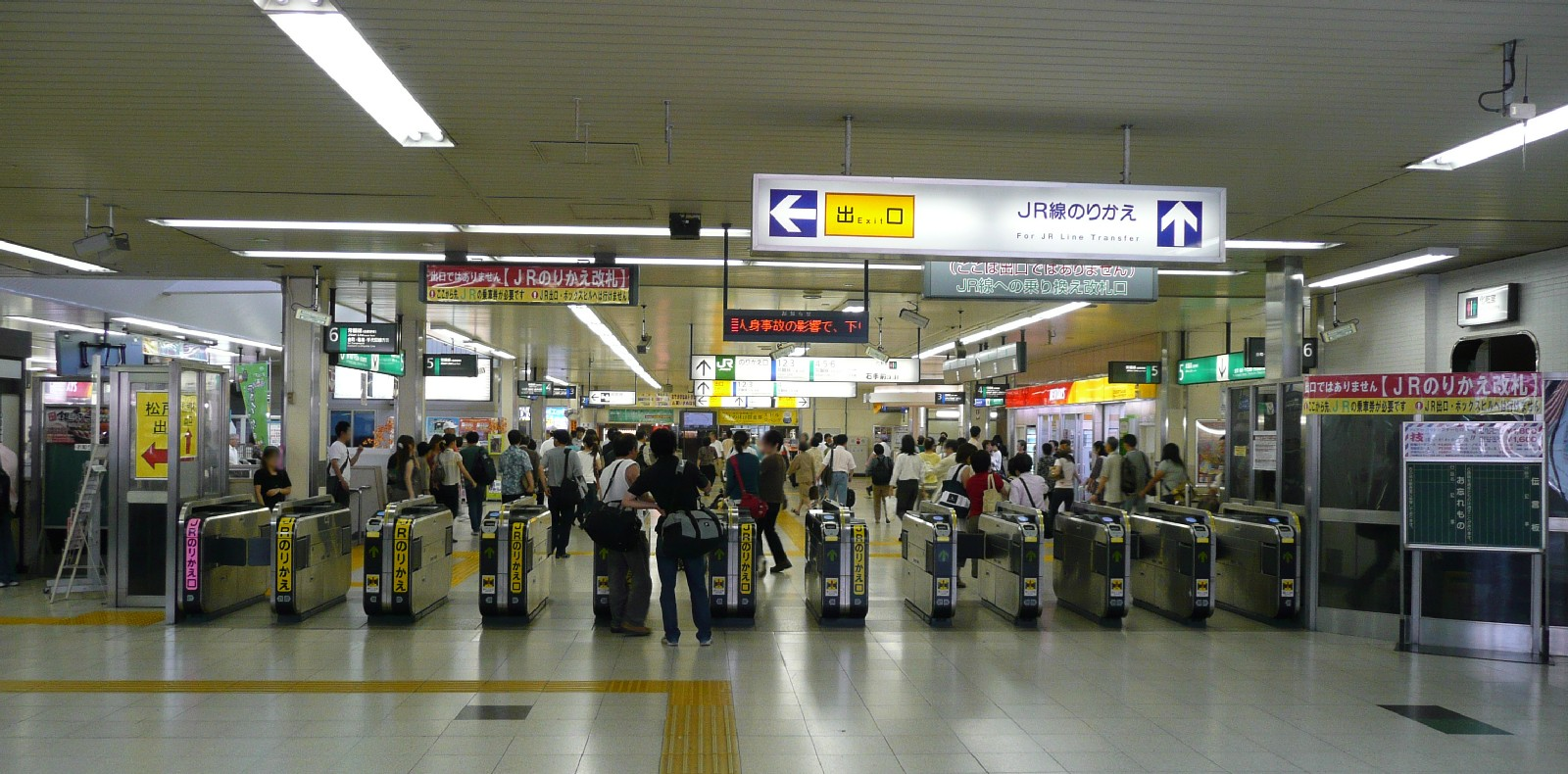
松户站JR、京成线转车检票口

松戶站（日语：／ Matsudo eki */?）是一個位於千葉縣松戶市松戶，屬於東日本旅客鐵道（JR東日本）、京成電鐵的鐵路車站。
此站有JR東日本的常磐線與京成電鐵的松戶線停靠，是轉乘站。JR常磐線的車站有行走快速線的特急、中距離電車以及常磐線快速電車與行走緩行線的常磐線各站停車停靠。

## 車站構造
松户站为跨站式站房，设有东西联络通道。车站出口除了有西出口和東出口以外，还有直通车站大楼的车站大楼北出口。在西出口与东出口有JR和新京成线单独的检票口。另外还有没有售票处的车站大楼西出口（仅限JR）。

### JR東日本
JR站區的月台採島式月台3面6線配置。其中快速線使用1－3號月台，緩行線使用4－6號月台。其中2、5號月台主要用於譯本站為起、終點站的班次使用，另外2號月台也供快速列車待避優等列車時使用。

#### 月台配置
| 月台 | 路線               | 方向 | 目的地                                                   | 備註                |
| ---- | ------------------ | ---- | -------------------------------------------------------- | ------------------- |
| 1、2 | 常磐線（快速）     | 下行 | 柏、取手、成田、土浦、水戶方向                           | 2號月台為始發、待避 |
| 2、3 | 常磐線（快速）     | 上行 | 北千住、日暮里、上野、東京、品川方向 （包括■上野東京線） | 2號月台為始發、待避 |
| 4、5 | 常磐線（各站停車） | 下行 | 北松戶、馬橋、新松戶、我孫子、取手方向                   | 5號月台只限平日早上 |
| 5、6 | 常磐線（各站停車） | 上行 | 金町、龜有、代代木上原、小田急線方向                     | 5號月台始發         |

（來源：JR東日本:車站構內圖 （页面存档备份，存于））

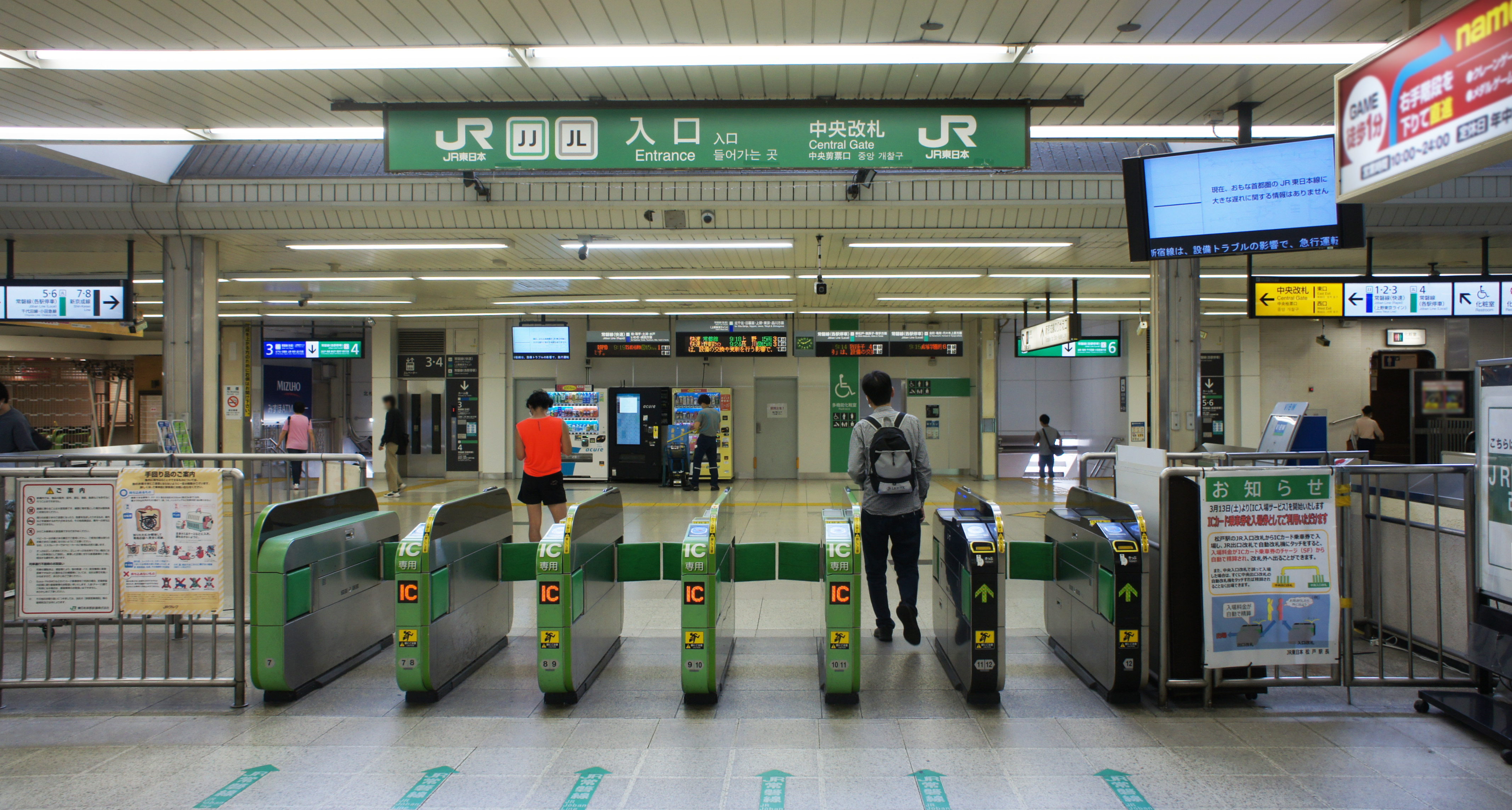
中央入口閘口(2021年)
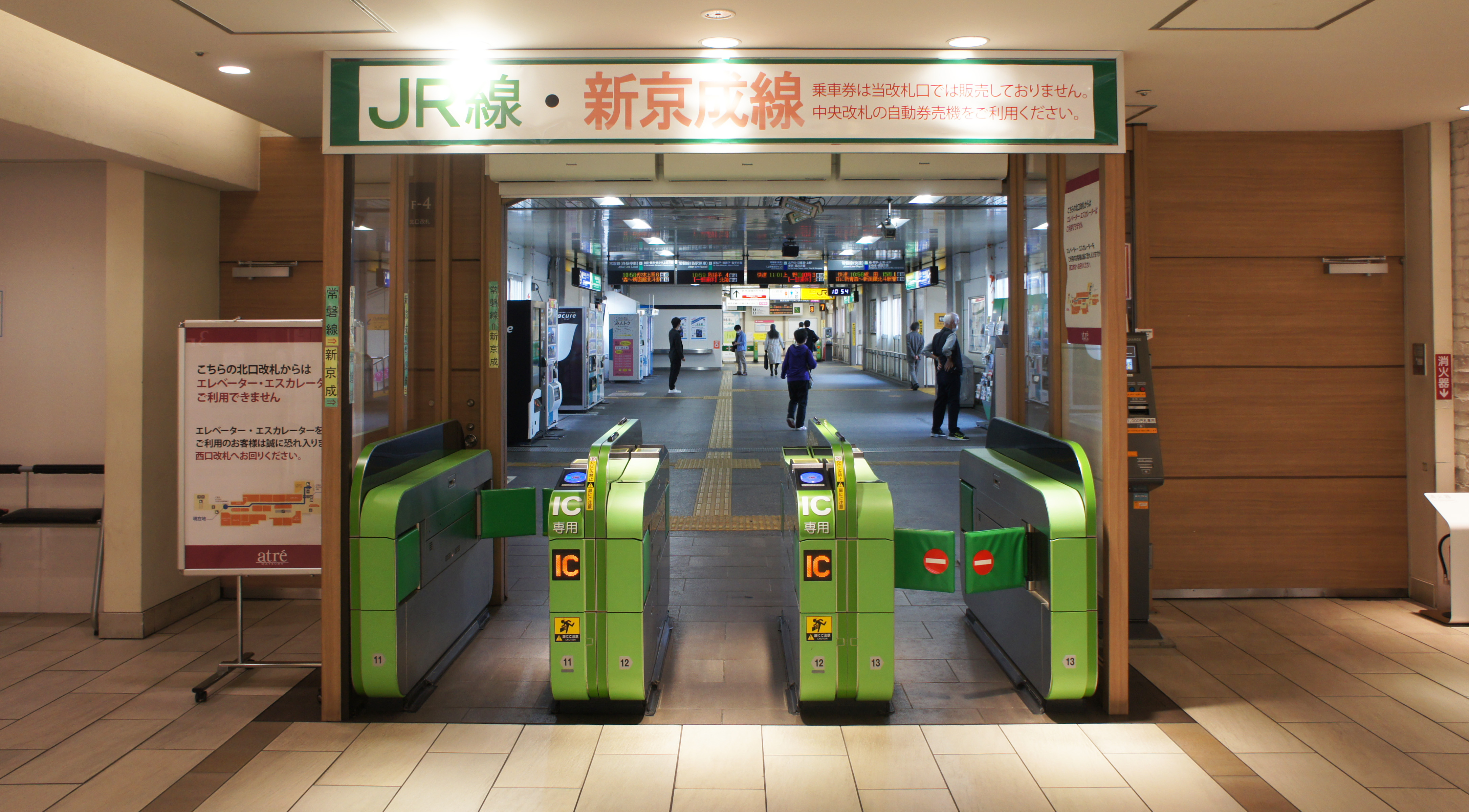
建築北口閘口(IC專用)(2021年)
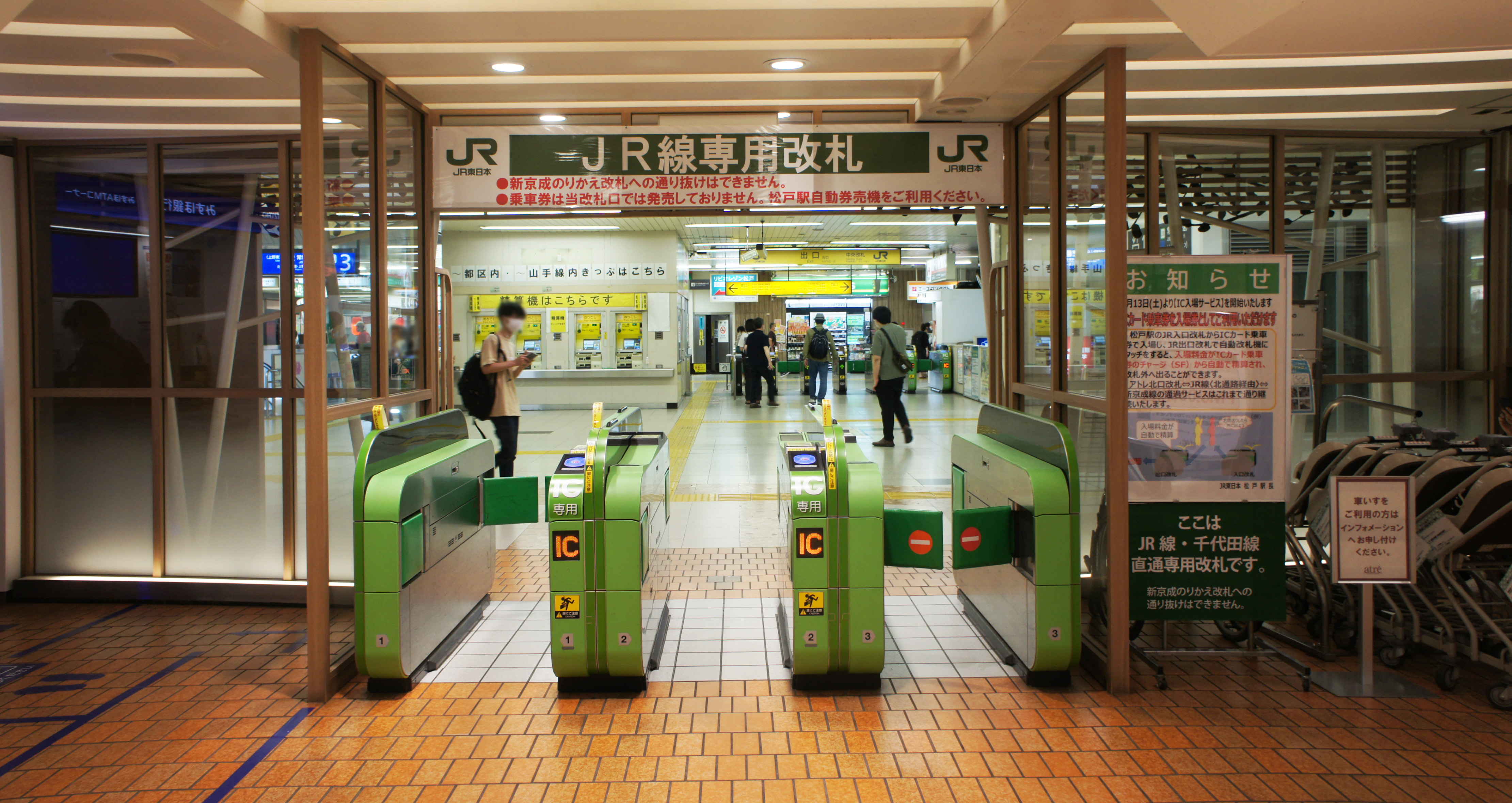
建築西口閘口(IC專用)(2021年)
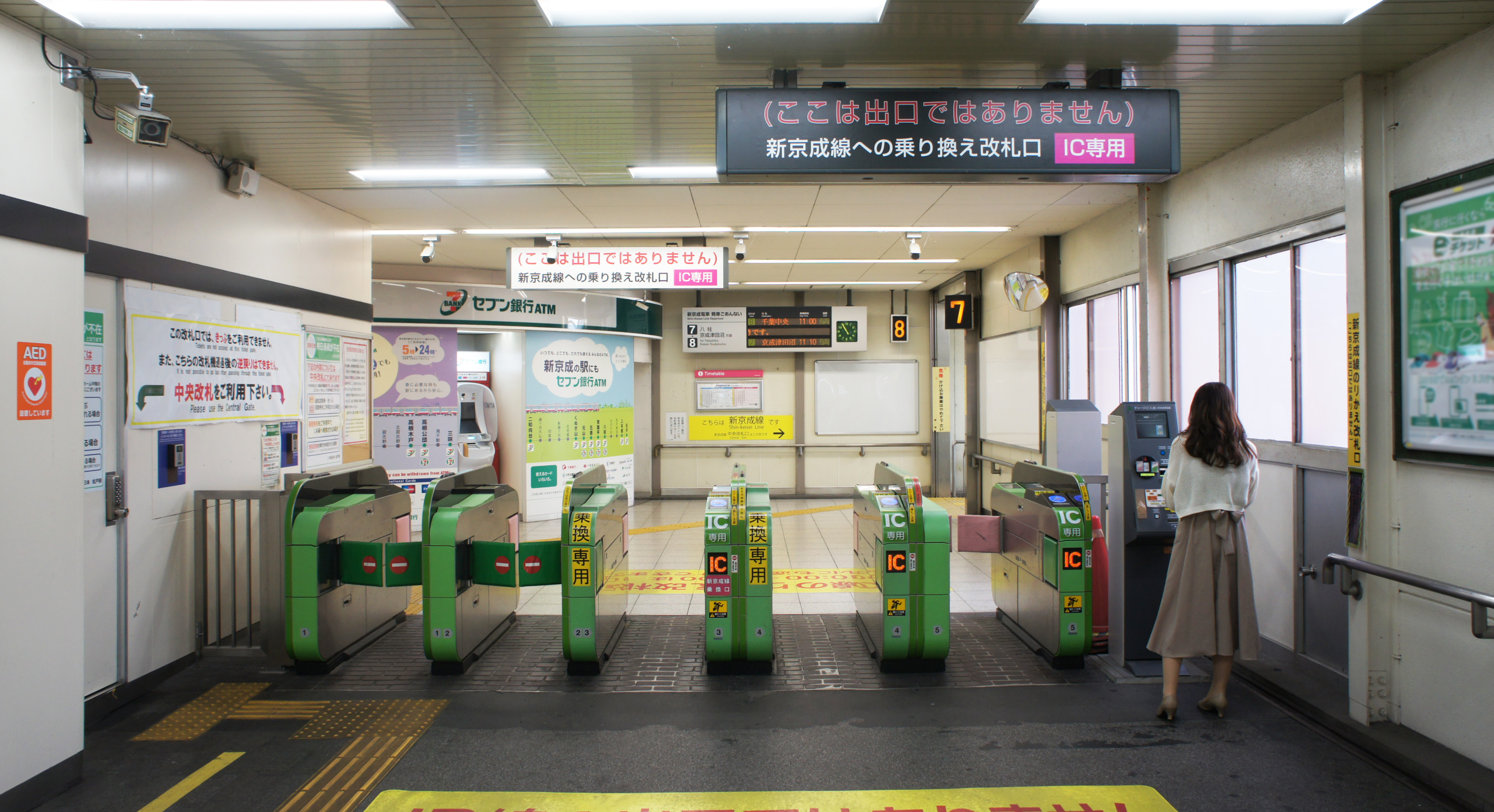
JR和新京成電鐵轉乘閘口(IC專用)(2021年)
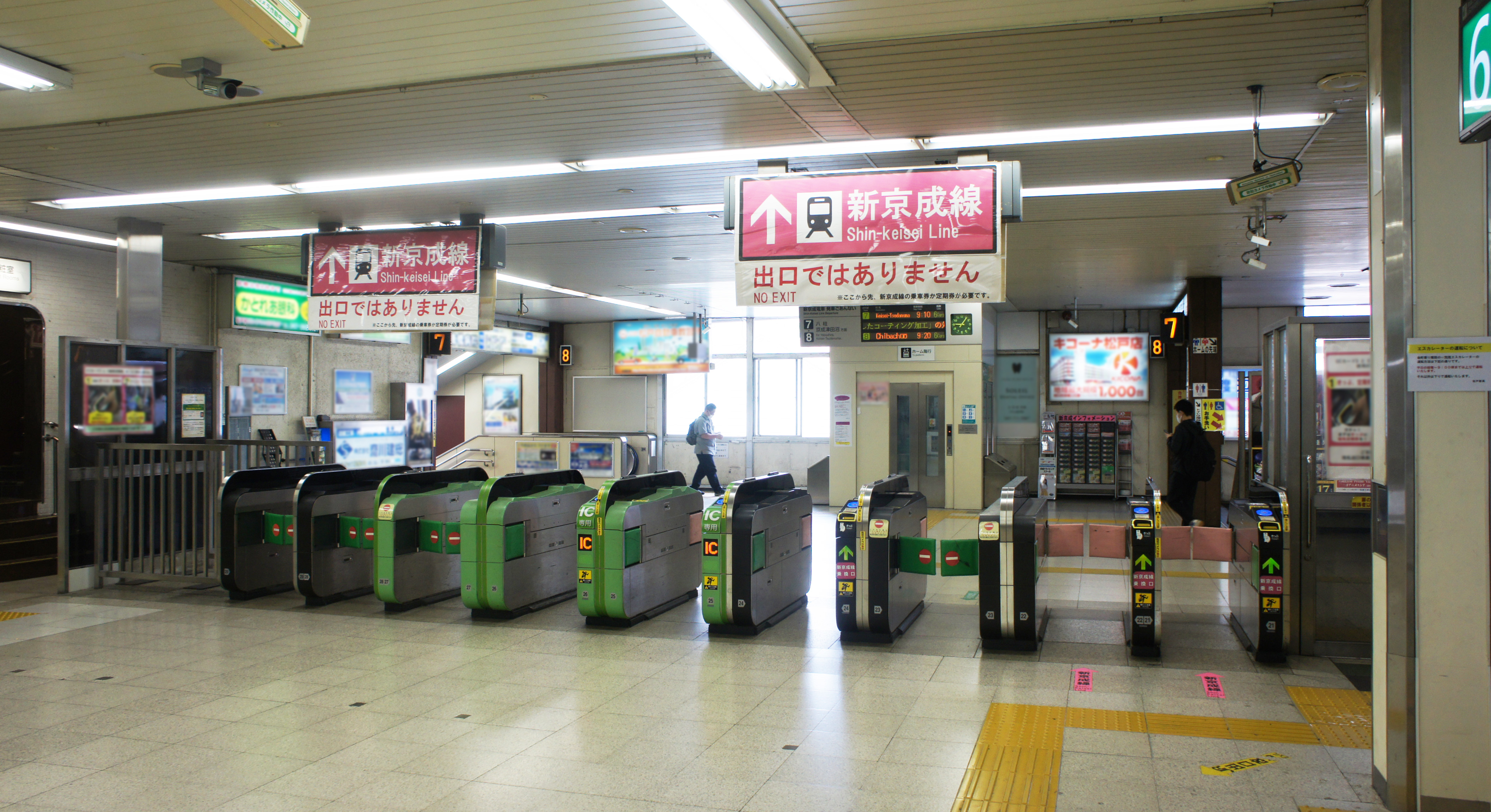
JR和新京成電鐵轉乘閘口(2021年)
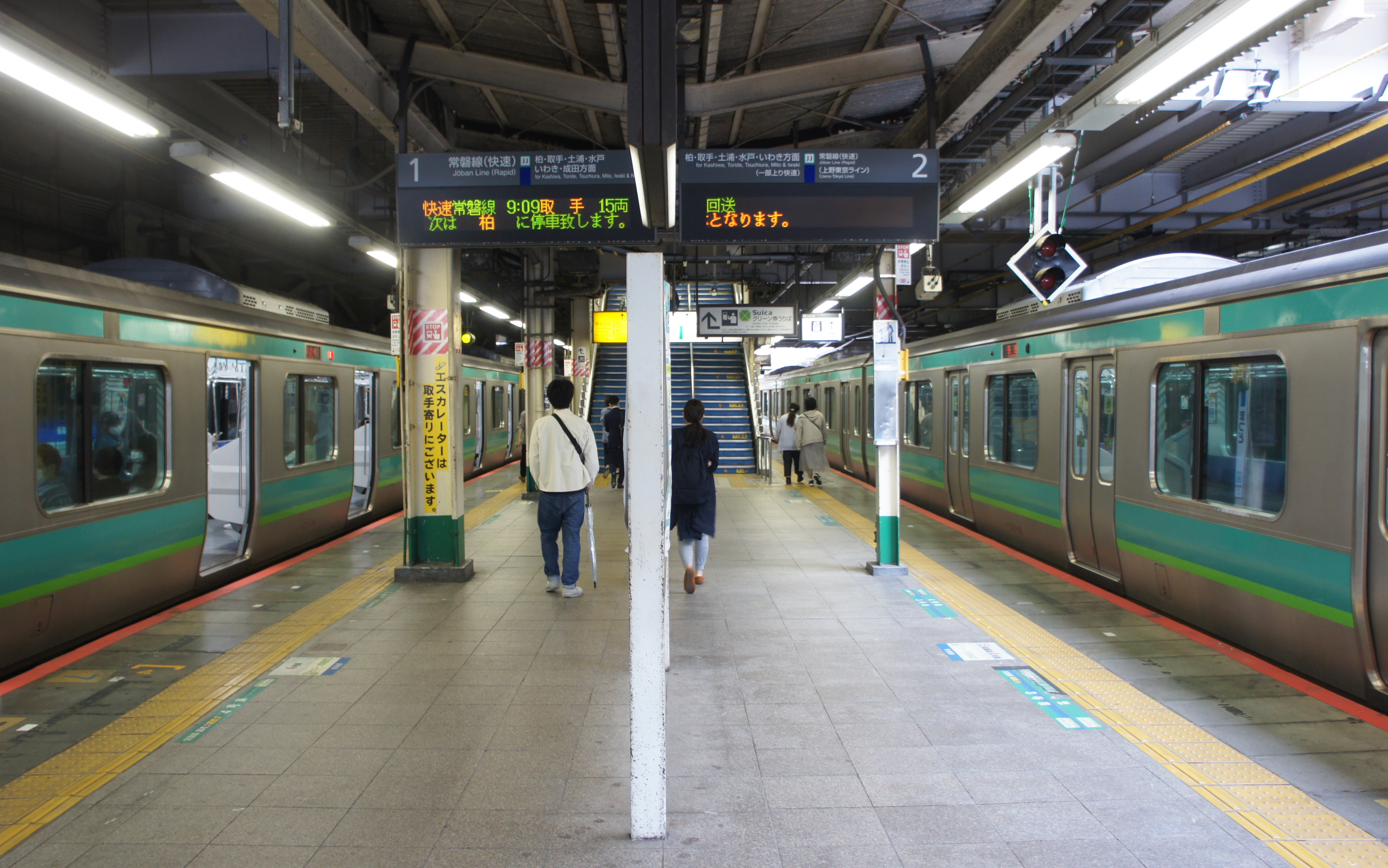
1、2號月台(2021年)
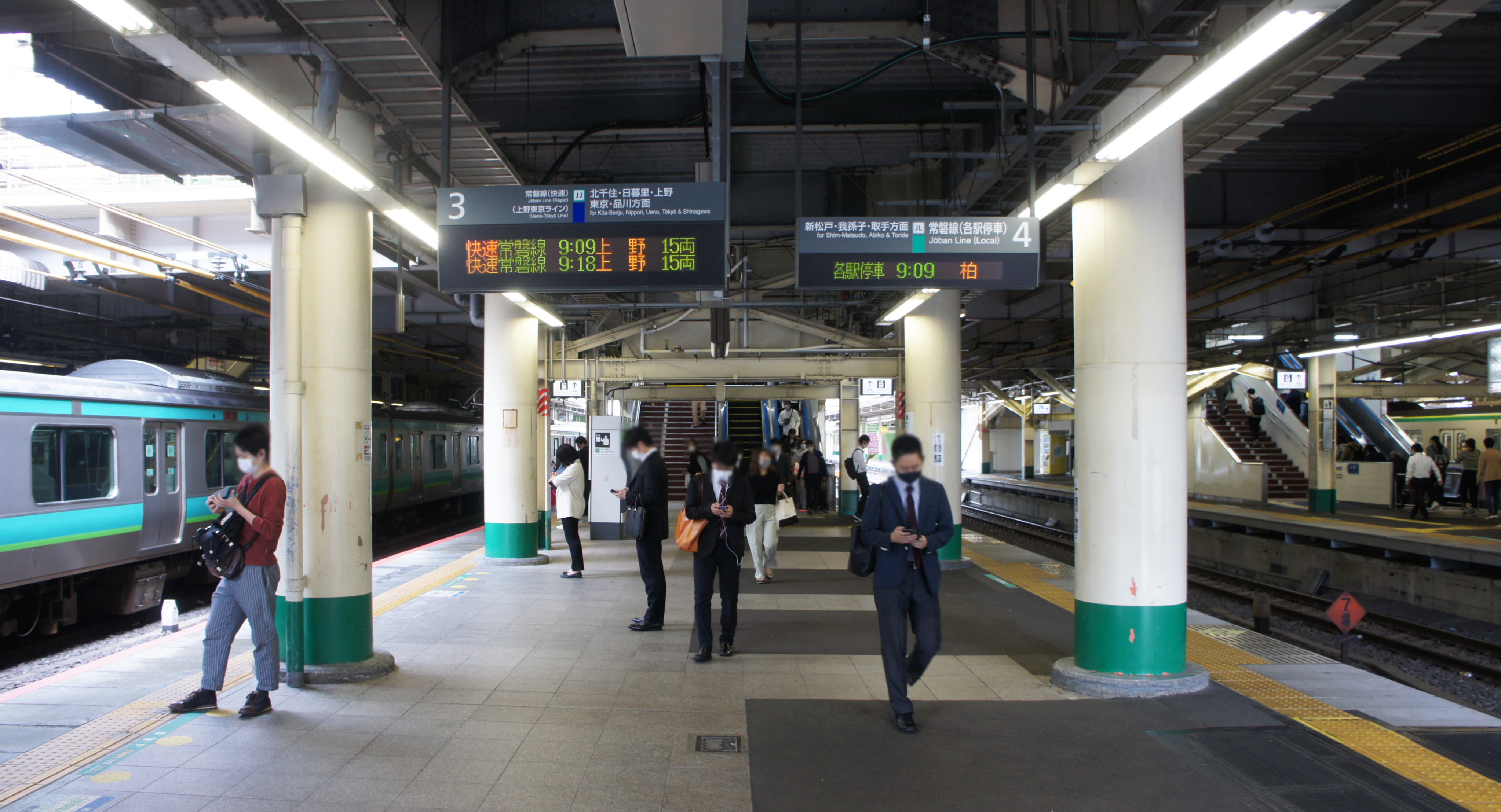
3、4號月台(2021年)
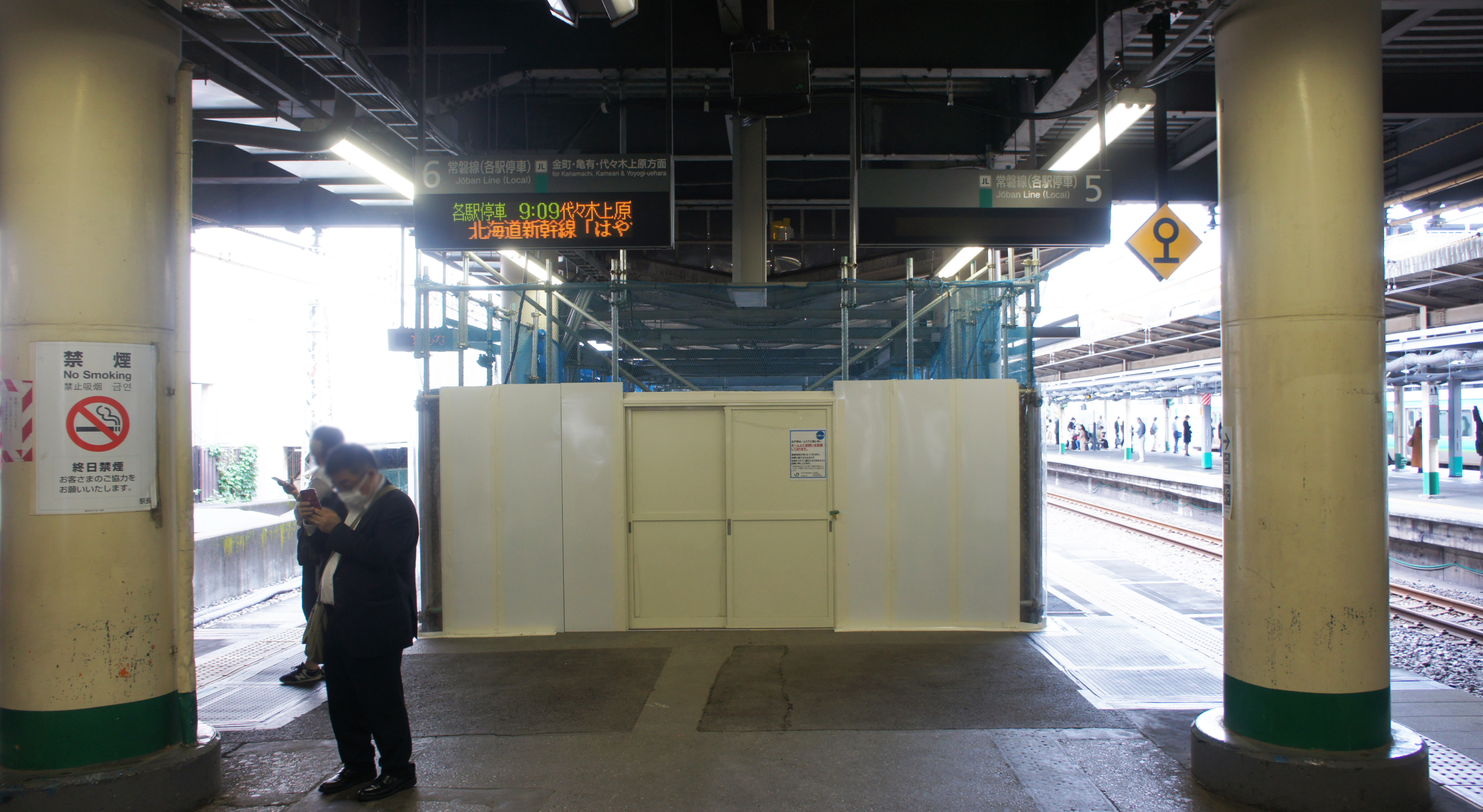
5、6號月台(2021年)

### 京成電鐵
京成電鐵站區採島式月台1面2線配置，月台編號則採用JR站區的續號。

#### 月台配置
| 月台 | 路線   | 目的地                                                 |
| ---- | ------ | ------------------------------------------------------ |
| 7、8 | 松戶線 | 八柱、新鎌谷、北習志野、新津田沼、京成津田沼、千葉方向 |

- 从2006年12月10日起，新京成线（后松戶線）实行与京成电铁千葉線直至千葉中央站（千葉市）的直通运转。

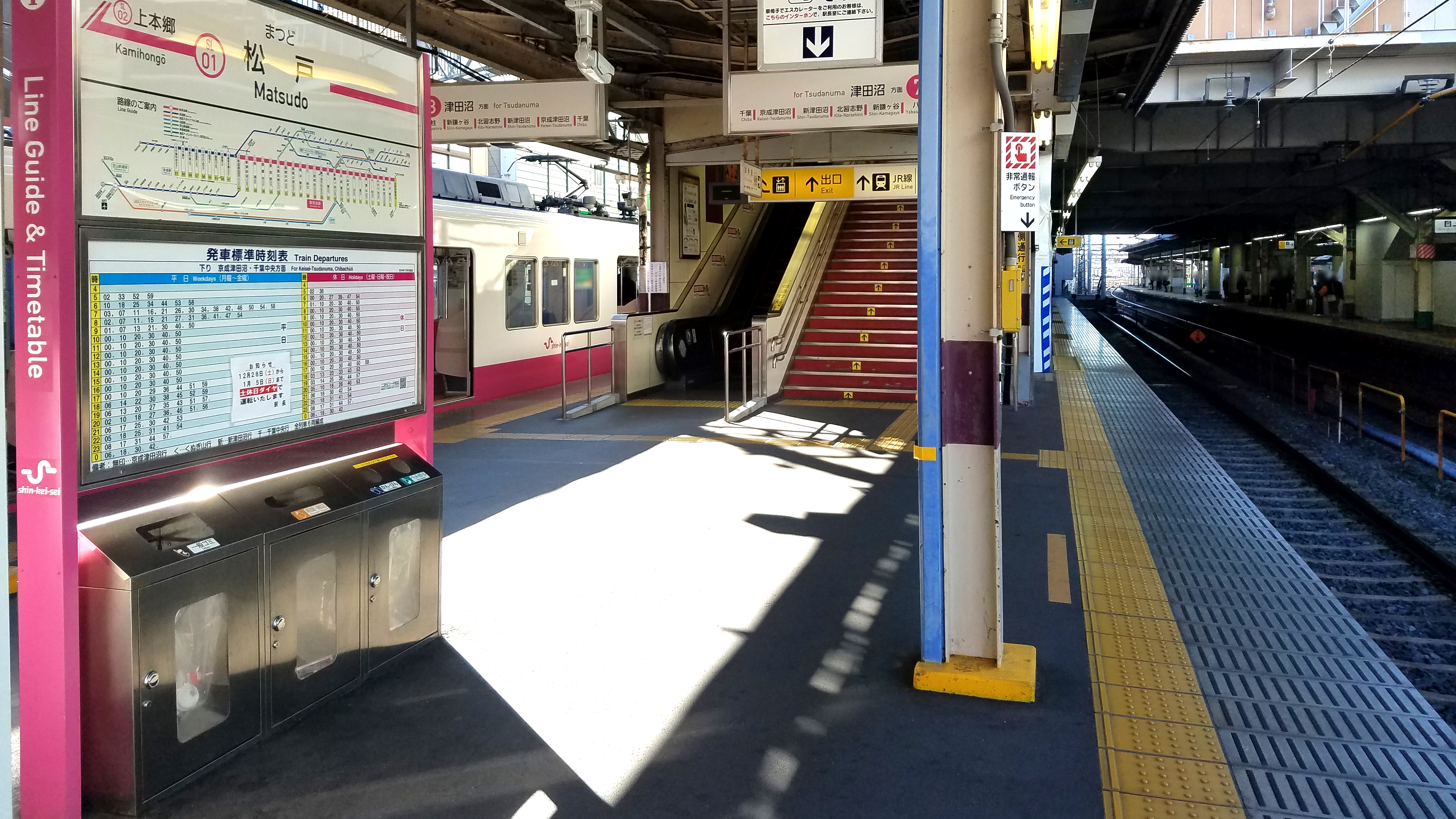
7、8號月台

## 利用狀況
- JR東日本 - 2019年度1日平均上車人次為100,062人[利用客数 1]。
該公司車站當中次於西日暮里站排行第41位，千葉縣內車站當中排行第6位。有微減傾向，2015年度在6年後回到10萬人以上。
- 新京成電鐵 - 2016年度1日平均上下車人次為106,525人[利用客数 2]。
新京成全部24個車站當中排行第1位。

近年1日平均上下車人次的推移如下表（JR除外）。
| 年度               | 新京成電鐵         | 新京成電鐵 |
| 年度               | 1日平均 上下車人次 | 增長率     |
| ------------------ | ------------------ | ---------- |
| 2005年（平成17年） | 109,265            |            |
| 2006年（平成18年） | 109,648            | 0.3%       |
| 2007年（平成19年） | 110,561            | 0.8%       |
| 2008年（平成20年） | 110,072            | -0.4%      |
| 2009年（平成21年） | 108,460            | -1.5%      |
| 2010年（平成22年） | 107,463            | -0.9%      |
| 2011年（平成23年） | 105,265            | -2.0%      |
| 2012年（平成24年） | 106,672            | 1.3%       |
| 2013年（平成25年） | 107,318            | 0.6%       |
| 2014年（平成26年） | 105,205            | -2.0%      |
| 2015年（平成27年） | 106,418            | 1.2%       |
| 2016年（平成28年） | 106,525            | 0.1%       |
| 2017年（平成29年） | 106,728            | 0.2%       |
| 2018年（平成30年） | 105,921            | −0.8%      |

近年1日平均上車人次推移如下表。
| 年度               | JR東日本 | 新京成電鐵 | 來源     |
| ------------------ | -------- | ---------- | -------- |
| 1990年（平成02年） | 116,701  | 61,652     | [ * 2 ]  |
| 1991年（平成03年） | 111,573  | 56,713     | [ * 3 ]  |
| 1992年（平成04年） | 111,171  | 56,438     | [ * 4 ]  |
| 1993年（平成05年） | 109,699  | 55,932     | [ * 5 ]  |
| 1994年（平成06年） | 114,102  | 62,974     | [ * 6 ]  |
| 1995年（平成07年） | 113,421  | 61,831     | [ * 7 ]  |
| 1996年（平成08年） | 113,190  | 61,796     | [ * 8 ]  |
| 1997年（平成09年） | 110,822  | 60,599     | [ * 9 ]  |
| 1998年（平成10年） | 108,419  | 59,784     | [ * 10 ] |
| 1999年（平成11年） | 106,804  | 58,605     | [ * 11 ] |
| 2000年（平成12年） | 104,051  | 57,022     | [ * 12 ] |
| 2001年（平成13年） | 103,608  | 56,724     | [ * 13 ] |
| 2002年（平成14年） | 103,183  | 56,061     | [ * 14 ] |
| 2003年（平成15年） | 103,126  | 55,575     | [ * 15 ] |
| 2004年（平成16年） | 102,517  | 55,124     | [ * 16 ] |
| 2005年（平成17年） | 101,602  | 54,810     | [ * 17 ] |
| 2006年（平成18年） | 101,480  | 55,042     | [ * 18 ] |
| 2007年（平成19年） | 102,835  | 55,594     | [ * 19 ] |
| 2008年（平成20年） | 102,062  | 55,209     | [ * 20 ] |
| 2009年（平成21年） | 100,591  | 54,428     | [ * 21 ] |
| 2010年（平成22年） | 99,468   | 53,920     | [ * 22 ] |
| 2011年（平成23年） | 98,161   | 52,848     | [ * 23 ] |
| 2012年（平成24年） | 98,287   | 53,519     | [ * 24 ] |
| 2013年（平成25年） | 99,418   | 53,845     | [ * 25 ] |
| 2014年（平成26年） | 98,076   | 52,759     | [ * 26 ] |
| 2015年（平成27年） | 100,079  | 53,332     | [ * 27 ] |
| 2016年（平成28年） | 100,228  | 53,374     | [ * 28 ] |
| 2017年（平成29年） | 100,831  | 53,474     | [ * 29 ] |
| 2018年（平成30年） | 99,909   |            |          |
| 2019年（令和元年） | 100,062  |            |          |

## 车站周边
松户过去为水户街道的宿场町，水运繁盛。街区沿着江户川建设，本站建成于以往叫做“相模台”的台地与老街区之间。车站开业以后，车站周边的商业等逐渐发展，现在已成为松户市事实上的中心。
在这个辖区内有车站大楼、百货商店、商业街、餐饮店、补习班以及性产业，曾经是东葛饰地区北部的行政商业中心（现在的商业中心为柏市）。每年秋天还有举行松户祭。
车站向南几公里以外为JR东日本的车辆基地松户车辆中心。

### 西口
过去的街区，江户川侧
- 西口站前广场
  - 西口公交车站（详细内容參照#公交路线）

#### 行政
| - 千叶县东葛饰护照事务所 - 松户市文化大厅 - 松户市民剧场 - 松户市立图书馆 | - 松户市教育情报中心 - 松户市行政服务中心 - 松户商工会议所 - 松户公共职业安定所 - 千叶县警察松户警察局松户站前派出所 |

#### 邮局、银行
| - 松户邮局 - 日本邮政松户支店 - 松户站西口邮局 - 瑞穗银行松户支店 - 三井住友信讬银行松户支店 - 三井住友贷款Plaza - 三菱東京UFJ銀行 - 松户支店（旧UFJ銀行） - 移至松户西口支店内 - 松户西口支店、松户贷款推进室（原東京三菱銀行） | - 千葉銀行松户支店 - 常陽銀行松户支店 - 京葉銀行松户支店 - 千葉興業銀行松户支店 - 銚子商工信用組合松户支店 - 商工組合中央金庫松户支店 |

#### 证券
- 野村证券松户支店
- 大和证券松户支店
- 日兴证券松户支店
- 三荣证券松户支店
- 三菱UFJ证券松户支店

#### 予備校、学習塾
- 河合塾松戸校
- 早稲田アカデミー松戸校
- 日能研松戸校
- SAPIX中学部松戸校
- nohVas松戸校
- 市進学院松戸教室
- 市進予備校松戸校
- 個太郎塾松戶教室　市進姉妹校
- TKG東京個別指導学院松戸教室

#### 商业设施
- 伊勢丹松户店
  - 紀伊國屋書店
- Boxhill（日语：ボックスヒル），JR东日本旗下的车站大楼
- 大荣超商松户西口店
  - ABC MART，连锁鞋店
  - 山田电机松户西口
- BOOK OFF松户站西口店，旧书贩卖连锁店
- TSUTAYA松户站前店，CD、DVD、游戏软件出租贩卖连锁店
- 松户阳光电影院（日语：シネマサンシャイン）

#### 便利商店
- 7-Eleven松户站前店、松户本町店、松户西口店、松户根本店
- CirlceKSunkus松户西口店、松户本町店
- FamilyMart松户ふれあい通店
- am/pm松户西口店
- Daily-YAMAZAKI松户本町店、松户西口店

#### 快餐、家庭餐厅
- 麥當勞松户西口店
- 摩斯漢堡松户西口店
- 乐天利松户西口店
- 吉野家松户西口店
- 松屋松户店
- DOUTOR咖啡松户西口店、松户伊勢丹前店
- 星巴克咖啡松户店、松户ボックスヒル店
- BECK'S COFFEE SHOP松户店
- CAFÉ VELOCE松户店
- ガスト松户店
- Jonathan's松户站西口店
- 樂雅樂家庭餐廳松户站前店

#### 其他
- 松户大楼（日语：松戸ビルヂング）
- 松户公产

### 东口
- 東口站前广场
  - 出租車乘车场
- 东口巴士总站（松户新京成巴士专用）
  - 东口巴士总站并不在站前，而需从车站东出口往伊藤洋華堂方向步行大约2分钟。

#### 行政、司法
| - 千葉地方裁判所松户支部、千葉家庭裁判所松户支部、松户简易裁判所 - 千葉地方法务局松户支局 - 千葉地方检察院松户支部 - 千葉监狱松户拘留支所 | - 千叶县东葛饰合同厅舍 - 東京国税局松户税务局 - 松户市政府 - 松户市政府行政服务中心 - 松户市民会馆、天文馆 |

#### 邮局、银行
- 松户东口邮局
- 三井住友銀行松户支店
- 千葉銀行松户市政府办事处
- 中央劳动金库松户支店

#### 教育
- 千葉大学园艺学部
- 圣徳大学、圣徳大学短期大学部

#### 医院
- 新东京医院 - 2006年的心脏外科手术件数为全县第2名。

#### 予備校・学習塾
- SAPIX小学部松戸校
- 栄光ゼミナール松戸校

#### 商業施設
- プラーレ松戶
  - 伊藤洋華堂松戸店
  - ABC Mart
  - LIBRO（日语：リブロ），书店
- 相模台 - 入口在伊藤洋華堂5楼。
- ライオンズステーションタワー松戶 - 4层为止为商店，5 - 26层为住宅。
- 伊藤乐器松户店
- 山田電機New松户本店
- NITORY（日语：ニトリ），家具室内装饰店

#### 便利商店
- 7-Eleven松户站东口店
- CircleKSunkus松户站前店
- FamilyMart松户东中通店
- am/pm松户小根本店
- Daily-YAMAZAKI松户中央店
- 羅森松户店
- MINI STOP松户站东口店

#### 快餐、家庭餐厅
- 麦当劳松户东口店
- 摩斯漢堡松户店
- 吉野家松户東口店
- DOUTOR咖啡松户东口店
- Mister Donut松户东口店
- 樂雅樂家庭餐廳ライオンズステーションタワー松户店

#### 名胜
- 户定丘历史公园（户定邸）- 户定邸2006年被指定为日本的国家重要文化财产，2007年被选入日本历史公园100选。
- 淞沪中央公园、市民游泳池

### 巴士路线
- 巴士车站名：西口为“松户站”，东口为“松户站东口”。
- 松户站虽然也有通往流山市、市川市、埼玉县三乡市等城际巴士，但由于市内线主要起到市内住宅区和铁路车站之间输送的功能，所以从松户站发出的巴士主要运行于松户市内。
- 途经矢切站通往市川站的巴士路线（京成巴士市川线）乘客比较多，即使中午也是每5 - 8分钟发车。

#### 西口
京成巴士
- 松户营业所
  - 日大线（日大齿科医院 [松81]） - 1号站台
  - 流山线（南流山站、江户川台站 [松71]，马桥站 [松72]） - 2号站台
  - 市川线（矢切站 [松11]，市川站（途经矢切站 [松11]）） - 3号站台
  - 国分線（市川站（途经国分 [松51]），圣德学园 [松52]） - 5号站台
  - 矢切高校线（矢切高校 [松31]） - 6号站台
  - 松户八潮线（八潮站南口 [松05]） - 7号站台

東武巴士中央（三乡营业所）
- 三乡中央站，三乡市政府入口，三乡市政府，三乡团地，新三乡站（[松03]） - 8号站台

成田机场交通
- 松户线（成田机场） - 5号站台

#### 东口
东口附近的巴士乘车站有2处，但都不在站前广场。
- 松户站东口巴士乘车站 - 位于伊藤洋華堂店前的巴士总站。为松户新京成巴士所使用。有月票售票处。
- 松户站东口圣德大学乘车站 - 位于相模台，徒步6分钟。仅于周一至周六（祝日除外）的早晨开行至圣德学园的巴士。

##### 松户站东口
松户新京成巴士
- 三矢小台線（三矢小台 [松1]、野菊野団地 [松2]） - 1号站台
- 松户循环线（工业团地循环 [松9、10]，纸敷车库（途经工业团地 [松7]、途经如来堂 [松8]），东松户站 [松14]） - 2号站台
- 松高线（县立松高前 [松12]） - 3号站台
- 高塚梨香台线（梨香台团地（途经秋山站 [松22]），市立东松户医院（途经五中入口 [松21]、途经秋山站、梨香台团地 [松23]）） - 3号站台

##### 松户站东口圣德大学
京成巴士（松户营业所）
- 国分线 - 圣德学园 [松53]

## 历史
- 1896年12月25日 - 松户站开业，是日本铁道的一个车站。
- 1906年11月1日 - 日本铁道国有化，車站由日本國有鐵道（日本國鐵）接手經營。
- 1909年10月12日 - 国有铁道线路名称制定为“常磐線”。
- 1955年4月21日 - 新京成线车站开业。
- 1971年4月22日 - 国铁常磐线複複線化，常磐缓行线与营团地下铁千代田线开始相互直通运转。
- 1987年4月1日 - 国铁分割民营化，车站由JR东日本接手经营。
- 1994年3月 - JR与新京成的检票口进行分离，并设置了两线中间检票口。
- 2001年11月18日 - JR东日本开始提供IC卡Suica的使用。

## 构想
根据日本运输政策委员会的答复表示，地铁11号线（半藏门线）延伸至本站的计划还没有进行到实质的阶段。另外，由于东京地下铁副都心线开业并声明了不再进行新线的建设，所以该计划实现的可能性比较低。

## 相鄰車站
東日本旅客鐵道
 常磐線（快速）
- 臨時特急「舞孃」停車站

■特別快速、■快速
北千住（JJ 05）－松戶（JJ 06）－柏（JJ 07）
 常磐線（各站停車）
金町（JL 21）－松戶（JL 22）－北松戶（JL 23）
 京成電鐵
 松戶線
松戶（KS88）－上本鄉（KS87）

## 外部連結
- 車站資訊（松戶）：東日本旅客鐵道
- 松戶｜電車與車站資訊｜京成電鐵
- 京成巴士千葉西－松戶站東口巴士總站 （页面存档备份，存于）（日語）

35°47′3.6″N 139°54′2.3″E / 35.784333°N 139.900639°E